# Encefalopatia epilettica infantile precoce
L'encefalopatia epilettica infantile precoce o EEIE dall'inglese Early infantile epileptic encephalopathy (nota anche come
sindrome di Ohtahara,  Early infantile epileptic encephalopathy with suppression-burst o scosse convulsive relativamente brevi con picchi tipici di scarica elettrica ad alta tensione seguita da fasi di bassa attività elettrica) è un'encefalopatia epilettica progressiva di tipo infantile che colpisce sin dai primi mesi di vita.
È una sindrome neurologica estremamente debilitante ad evoluzione progressiva che comporta gravi crisi epilettiche intrattabili (tonico-cloniche) e grave ritardo mentale; talvolta si osservano disturbi metabolici. Rappresenta la prima forma di encefalopatia età dipendente cui fanno parte anche la sindrome di West e di Lennox-Gastaut; esse fanno parte del gruppo delle encefalopatie epilettiche con suppression-burst pattern o epilessie neonatali gravi con modello di suppression-burst.
Non è stata identificata una sola causa, in molti casi, con l'imaging cerebrale, si osservano danni cerebrali strutturali e permanenti.

## Storia
Fu descritta per la prima volta nel 1976 dall'epilettologo giapponese Ohtahara e coll.

## Epidemiologia
Si documentatano in tutto il mondo solo circa 200 casi, ha una prevalenza inferiore a < 1/1 000 000. Si stima che circa il 0,2% di tutti i bambini con epilessia della prima infanzia abbiano la sindrome di Ohtahara.

## Eziologia
Un'alterazione del metabolismo del glutammato è considerata una causa importante nella sindrome di Ohtahara per le alterazioni della catena respiratoria mitocondriale. La variante detta female-restricted epilepsy and mental retardation o anche EIEE9 (Early Infantile Epileptic Encephalopathy-9) è causata nelle bambine dalla mutazione del gene PCDH19.

## Trattamento
I corticosteroidi e il Vigabatrin (50–100 mg/kg/die) sono utili, ma limitatamente nel tempo. Talvolta si suggerisce la emisferectomia.

### Riviste
- LM. Dibbens, R. Kneen; MA. Bayly; SE. Heron; T. Arsov; JA. Damiano; T. Desai; J. Gibbs; F. McKenzie; JC. Mulley; A. Ronan, Recurrence risk of epilepsy and mental retardation in females due to parental mosaicism of PCDH19 mutations., in Neurology, vol. 76, n. 17, aprile 2011,  pp. 1514-9, DOI:10.1212/WNL.0b013e318217e7b6, PMID 21519002.
- SM. Jamal, RK. Basran; S. Newton; Z. Wang; JM. Milunsky, Novel de novo PCDH19 mutations in three unrelated females with epilepsy female restricted mental retardation syndrome., in Am J Med Genet A, 152A, n. 10, ottobre 2010,  pp. 2475-81, DOI:10.1002/ajmg.a.33611, PMID 20830798.
- K. Hynes, P. Tarpey; LM. Dibbens; MA. Bayly; SF. Berkovic; R. Smith; ZA. Raisi; SJ. Turner; NJ. Brown; TD. Desai; E. Haan, Epilepsy and mental retardation limited to females with PCDH19 mutations can present de novo or in single generation families., in J Med Genet, vol. 47, n. 3, marzo 2010,  pp. 211-6, DOI:10.1136/jmg.2009.068817, PMID 19752159.
- LM. Dibbens, PS. Tarpey; K. Hynes; MA. Bayly; IE. Scheffer; R. Smith; J. Bomar; E. Sutton; L. Vandeleur; C. Shoubridge; S. Edkins, X-linked protocadherin 19 mutations cause female-limited epilepsy and cognitive impairment., in Nat Genet, vol. 40, n. 6, giugno 2008,  pp. 776-81, DOI:10.1038/ng.149, PMID 18469813.
- IE. Scheffer, SJ. Turner; LM. Dibbens; MA. Bayly; K. Friend; B. Hodgson; L. Burrows; M. Shaw; C. Wei; R. Ullmann; HH. Ropers, Epilepsy and mental retardation limited to females: an under-recognized disorder., in Brain, vol. 131, Pt 4, aprile 2008,  pp. 918-27, DOI:10.1093/brain/awm338, PMID 18234694.
- T. Yokoyama, S. Nishizawa; K. Sugiyama; N. Yokota; S. Ohta; K. Uemura, Intraoperative evoked facial muscle responses and recovery process of the facial nerve in acoustic neuroma surgery., in Br J Neurosurg, vol. 13, n. 6, dicembre 1999,  pp. 570-5, PMID 10715725.
- SG. Ryan, PF. Chance; CH. Zou; NB. Spinner; JA. Golden; S. Smietana, Epilepsy and mental retardation limited to females: an X-linked dominant disorder with male sparing., in Nat Genet, vol. 17, n. 1, settembre 1997,  pp. 92-5, DOI:10.1038/ng0997-92, PMID 9288105.
- RC. Juberg, CD. Hellman, A new familial form of convulsive disorder and mental retardation limited to females., in J Pediatr, vol. 79, n. 5, novembre 1971,  pp. 726-32, PMID 5116697.
- K. Fabisiak, RP. Erickson, A familial form of convulsive disorder with or without mental retardation limited to females: extension of a pedigree limits possible genetic mechanisms., in Clin Genet, vol. 38, n. 5, novembre 1990,  pp. 353-8, PMID 2126489.
- IE. Scheffer, SJ. Turner; LM. Dibbens; MA. Bayly; K. Friend; B. Hodgson; L. Burrows; M. Shaw; C. Wei; R. Ullmann; HH. Ropers, Epilepsy and mental retardation limited to females: an under-recognized disorder., in Brain, vol. 131, Pt 4, aprile 2008,  pp. 918-27, DOI:10.1093/brain/awm338, PMID 18234694.
- T. Wolverton, M. Lalande, Identification and characterization of three members of a novel subclass of protocadherins., in Genomics, vol. 76, n. 1-3, agosto 2001,  pp. 66-72, DOI:10.1006/geno.2001.6592, PMID 11549318.
- Q. Wu, T. Maniatis, A striking organization of a large family of human neural cadherin-like cell adhesion genes., in Cell, vol. 97, n. 6, giugno 1999,  pp. 779-90, PMID 10380929.
- AP. Arnold, Sex chromosomes and brain gender., in Nat Rev Neurosci, vol. 5, n. 9, settembre 2004,  pp. 701-8, DOI:10.1038/nrn1494, PMID 15322528.
- M. Takeichi, The cadherin superfamily in neuronal connections and interactions., in Nat Rev Neurosci, vol. 8, n. 1, gennaio 2007,  pp. 11-20, DOI:10.1038/nrn2043, PMID 17133224.
- Y. Gaitan, M. Bouchard, Expression of the delta-protocadherin gene Pcdh19 in the developing mouse embryo., in Gene Expr Patterns, vol. 6, n. 8, ottobre 2006,  pp. 893-9, DOI:10.1016/j.modgep.2006.03.001, PMID 16682261.

### Documenti
- Nabbout, Rima, EIEE (PDF), in Orphanet, 2004.
- Udani, Vrajesh M.D., Catastrophic epilepsies: Medical and surgical treatment (PDF), in Neurology Asia, vol. 12, Supplement 1, 2007.
- Peiguo G. Chu e PhD Md, ARX Gene Mutation Analysis (PDF), in http://mdl.cityofhope.org.

### Testi
- Raffaele Canger, Le epilessie oggi, Elsevier srl, 1999,  p. 15, ISBN 978-88-214-2475-5.
- Lorenzo Pavone e Martino Ruggieri, Neurologia pediatrica, Elsevier srl, 2006,  p. 303, ISBN 978-88-214-2789-3.
- Angelo Sghirlanzoni, Terapie Delle Malattie Neurologiche, Springer, 11 novembre 2009,  p. 268, ISBN 978-88-470-1119-9.
- (EN) P. J. (Pierre Jacques) Vinken, H. Meinardi e George Willem Bruyn, The Epilepsies[collegamento interrotto], Elsevier Health Sciences, 4 ottobre 2000,  p. 235, ISBN 978-0-444-82811-8.
- (EN) Jerome Engel, Timothy A. Pedley e Jean Aicardi, Epilepsy: A Comprehensive Textbook, Lippincott Williams & Wilkins, 2008,  p. 2307, ISBN 978-0-7817-5777-5.
- (EN) Elaine Wyllie, Ajay Gupta e Deepak K. Lachhwani, The treatment of epilepsy: principles & practice, Lippincott Williams & Wilkins, 2006,  p. 484, ISBN 978-0-7817-4995-4.
- (EN) John M. Pellock, Pediatric epilepsy: diagnosis and therapy, Demos Medical Publishing, 15 giugno 2008,  p. 352, ISBN 978-1-933864-16-7.
- (EN) Gupte, R A in Pediatrics Special Vol 9 Neurology[collegamento interrotto], Jaypee Brothers Publishers,  p. 128, ISBN 978-81-7179-841-4.